# Chelicerata
Klosaksdyr (Chelicerata) er en større underrække af leddyr. Den største undergruppe er spindlere (Arachnida), der består af edderkopper, mejere, skorpioner, mider, mosskorpioner, solifuger, piskeskorpioner og et par mindre grupper. Til klosaksdyrene hører også havedderkopper og dolkhaler samt den uddøde gruppe havskorpioner.
Kroppen er todelt i en forreste prosoma med otte segmenter og en bagerste opistoma med tolv segmenter.
Munden er mellem 2. og 3. segment på prosoma, og på 3. segment sidder klosaksene (chelicerae) der har givet dem navn.
De har ikke antenner og mandibler.